# László Kerekes
László Kerekes (ur. 23 lipca 1968 w Târgu Secuiesc) – rumuński duchowny rzymskokatolicki, biskup pomocniczy Alba Iulia od 2020.

## Życiorys
Święcenia kapłańskie otrzymał 16 maja 1993 i został inkardynowany do archidiecezji Alba Iulia.  Po święceniach i studiach w Budapeszcie został wykładowcą i prefektem ds. dyscypliny w archidiecezjalnym seminarium. W latach 2000–2004 studiował w Ottawie, a po powrocie do kraju objął funkcję proboszcza parafii w Târgu Secuiesc.
26 maja 2020 papież Franciszek prekonizował go biskupem pomocniczym Alba Iulia ze stolicą tytularną Tharros. Święcenia biskupie otrzymał 29 sierpnia 2020 w katedrze św. Michała w Alba Iulia. Udzielił mu ich arcybiskup Gergely Kovács – Ordynariusz Alba Iulia.